# Danville (Kentucky)
Danville es una ciudad ubicada en el condado de Boyle en el estado estadounidense de Kentucky. En el Censo de 2010 tenía una población de 16218 habitantes y una densidad poblacional de 393,45 personas por km².

## Geografía
Danville se encuentra ubicada en las coordenadas 37°38′24″N 84°46′34″O / 37.64000, -84.77611. Según la Oficina del Censo de los Estados Unidos, Danville tiene una superficie total de 41.22 km², de la cual 40.98 km² corresponden a tierra firme y (0.58%) 0.24 km² es agua.

## Demografía
Según el censo de 2010, había 16218 personas residiendo en Danville. La densidad de población era de 393,45 hab./km². De los 16218 habitantes, Danville estaba compuesto por el 83.16% blancos, el 10.92% eran afroamericanos, el 0.25% eran amerindios, el 1.01% eran asiáticos, el 0.02% eran isleños del Pacífico, el 1.83% eran de otras razas y el 2.82% pertenecían a dos o más razas. Del total de la población el 3.92% eran hispanos o latinos de cualquier raza.